# Vlková (Zbizuby)
Vlková (německy Wilkowa) je malá vesnice, část obce Zbizuby v okrese Kutná Hora. Nachází se 2,5 kilometru severovýchodně od Zbizub. Vlková je také název katastrálního území o rozloze 3,77 km². V katastrálním území Vlková leží i Hroznice.

## Historie
První písemná zmínka o vesnici pochází z roku 1359.

## Další fotografie

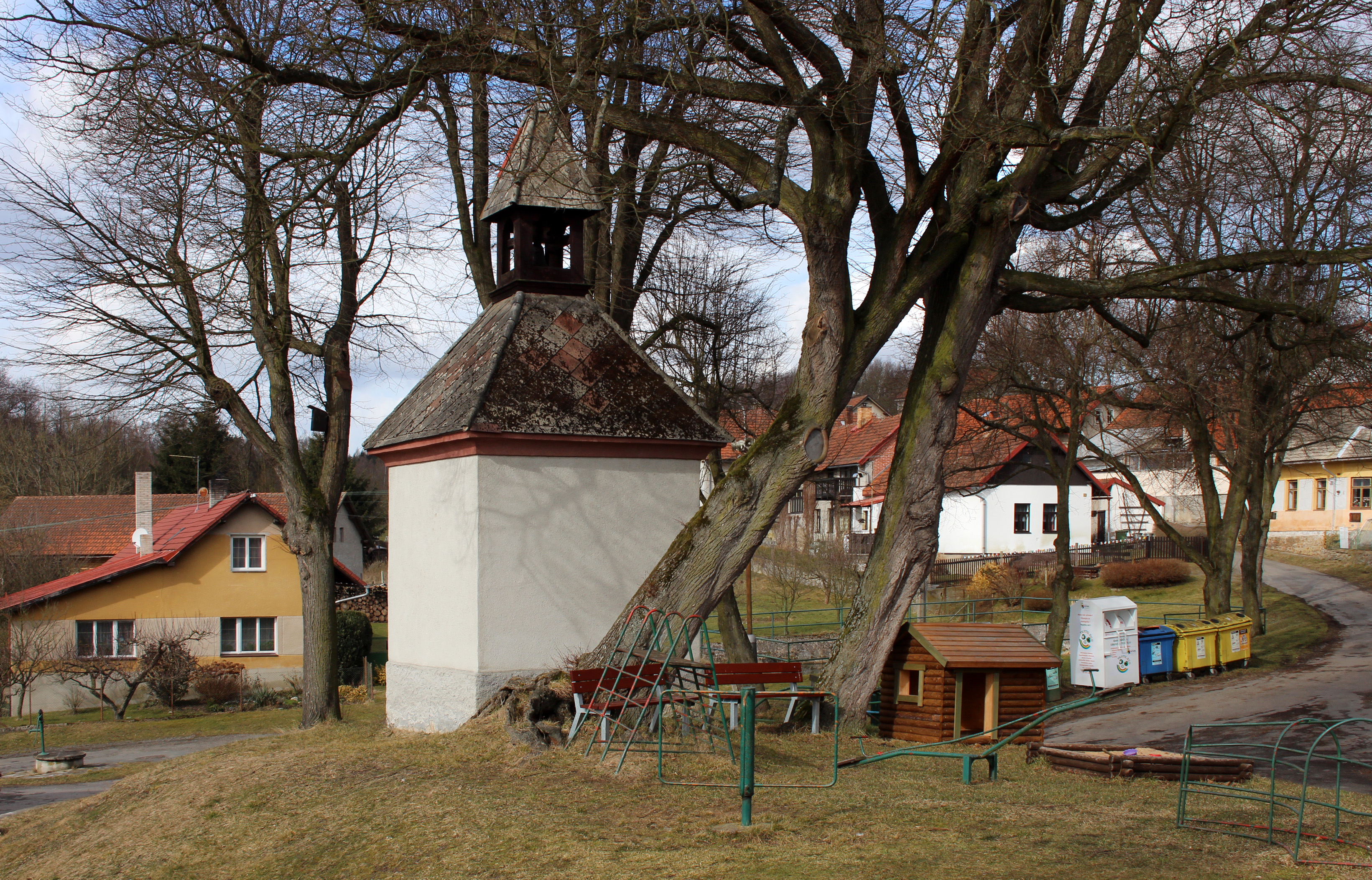
Náves s kapličkou
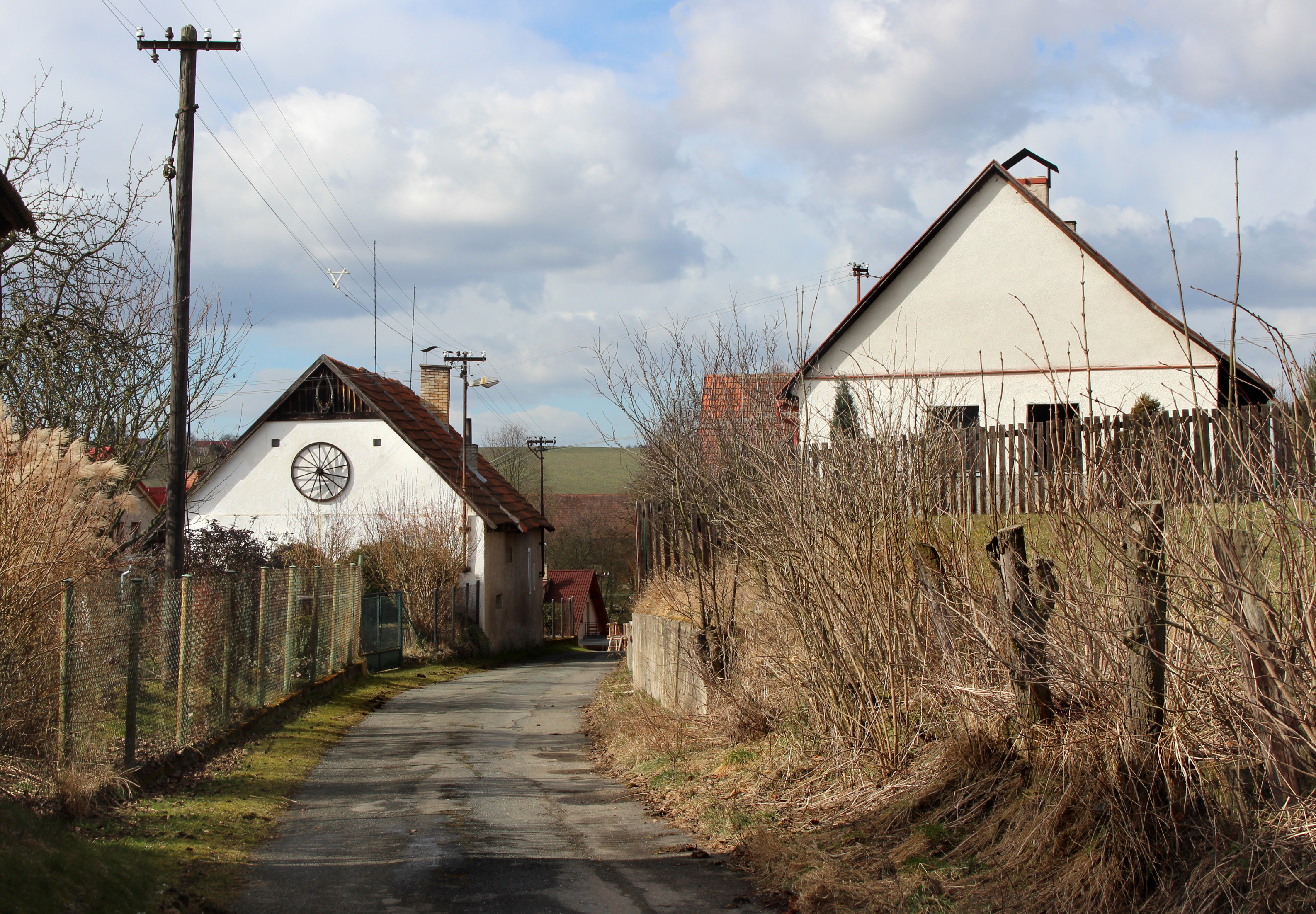
Postranní ulice
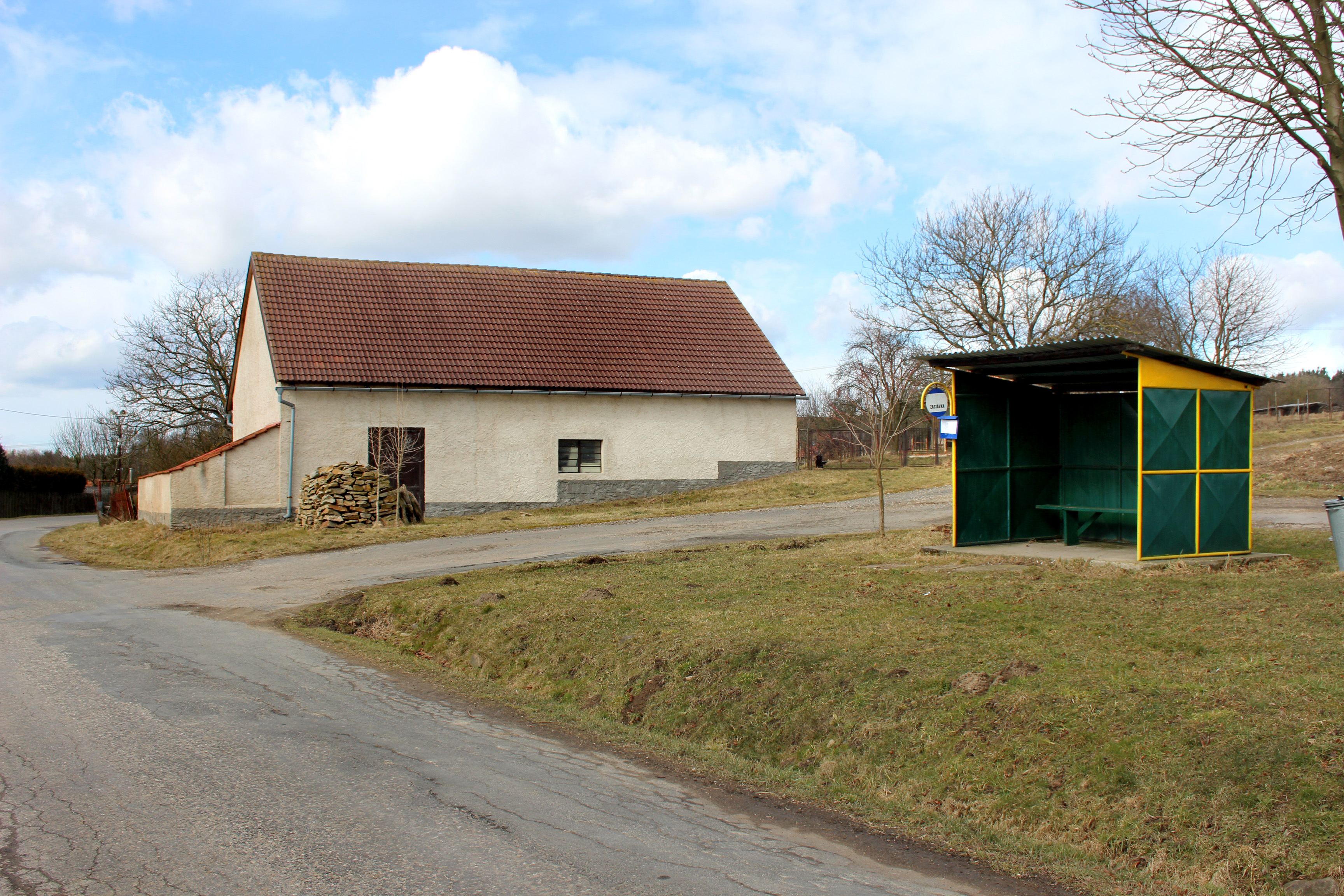
Zastávka